# 10. San-marinesisches Kabinett
Das 10. Kabinett setzte sich aus Partito Socialista Sammarinese (PSS) und Partito Comunista Sammarinese (PCS) zusammen, es amtierte vom 16. September 1955 bis zum 23. Oktober 1957.
Die seit Kriegsende gemeinsam regierenden PCS und PSS setzten auch nach der Parlamentswahl 1955, bei der sie zusammen 35 von 60 Sitzen erhielten, ihre Zusammenarbeit fort. Nachdem die Regierung am 18. September 1957 durch den Austritt von fünf PSS- und einem PCS-Abgeordneten die Mehrheit verloren hatte, kam es zu einer Verfassungskrise. Die bisherige Opposition, die inzwischen über eine Mehrheit von 31 Sitzen im Parlament verfügte, ernannte eine provisorische Regierung (comitato esecutivo), der Federigo Bigi, Giovanni Zaccaria Savoretti, Pietro Giancecchi und Alvaro Casali angehörten. Die provisorische Regierung zog sich in das grenznahe Rovereta zurück. Nachdem Italien die Grenzen abriegelte und ein Einmarsch drohte, gab die alte Regierung auf. Am 23. Oktober 1957 wurde eine neue Regierung (Congresso di Stato) vom Parlament (Consiglio Grande e Generale) gewählt.

## Liste der Minister
Die san-marinesische Verfassung kennt keinen Regierungschef, im diplomatischen Protokoll nimmt der Außenminister die Rolle des Regierungschefs ein.
| Amt                   | Minister              | Partei | Amtszeit                              |
| --------------------- | --------------------- | ------ | ------------------------------------- |
| Auswärtiges           | Gino Giacomini        | PSS    | 16. September 1955 – 23. Oktober 1957 |
| Inneres und Finanzen  | Domenico Morganti     | PCS    | 16. September 1955 – 23. Oktober 1957 |
| Bildung               | Alvaro Casali         | PSS    | 16. September 1955 – 4. Februar 1957  |
| Bildung               | Alberto Reffi         | PSS    | 4. Februar 1957 – 23. Oktober 1957    |
| Öffentliche Arbeiten  | Domenico Forcellini   | PSS    | 16. September 1955 – 8. März 1957     |
| Öffentliche Arbeiten  | Luigi Montironi       | PSS    | 9. April 1957 – 23. Oktober 1957      |
| Justiz                | Giuseppe Forcellini   | PSS    | 16. September 1955 – 8. März 1957     |
| Justiz                | Mariano Ceccoli       | PSS    | 9. April 1957 – 23. Oktober 1957      |
| Soziales              | Ermenegildo Gasperoni | PCS    | 16. September 1955 – 23. Oktober 1957 |
| Gesundheit            | Giordano Giacomini    | PSS    | 16. September 1955 – 23. Oktober 1957 |
| Landwirtschaft        | Mario Nanni           | PCS    | 16. September 1955 – 23. Oktober 1957 |
| Kommunikation         | Agostino Giacomini    | PCS    | 16. September 1955 – 23. Oktober 1957 |
| Wirtschaft und Arbeit | Vincenzo Pedini       | PCS    | 16. September 1955 – 23. Oktober 1957 |

### Bemerkungen
1. ↑  Segretario di Stato per gli Affari Esteri e Politici
2. ↑  Deputato per gli Affari Interni e Finanze
3. ↑  Deputato per la Pubblica Istruzione, lo Sport e lo Spettacolo
4. ↑  Deputato per i Lavori Pubblici
5. ↑  Deputato per la Giustizia e il Culto
6. ↑  Deputato per l’Assistenza e la Previdenza
7. ↑  Deputato per l’Igiene e la Sanità
8. ↑  Deputato per l’Agricultura
9. ↑  Deputato per le Communicazioni
10. ↑  Deputato per l’Economia e il Lavoro